# Bisdom San Miniato
Het bisdom San Miniato (Latijn: Dioecesis Sancti Miniati; Italiaans: Diocesi di San Miniato) is een in Italië gelegen rooms-katholiek bisdom met zetel in de stad San Miniato. Het bisdom behoort tot de kerkprovincie Florence en is samen met de bisdommen Fiesole, Arezzo-Cortona-Sansepolcro, Pistoia en Prato suffragaan aan het aartsbisdom Florence.

## Geschiedenis
Het bisdom San Miniato werd op 5 december 1622 opgericht door paus Gregorius XV. Hoewel San Miniato dichter bij Pisa ligt, is het niet suffragaan aan het aartsbisdom Pisa, maar aan Florence.

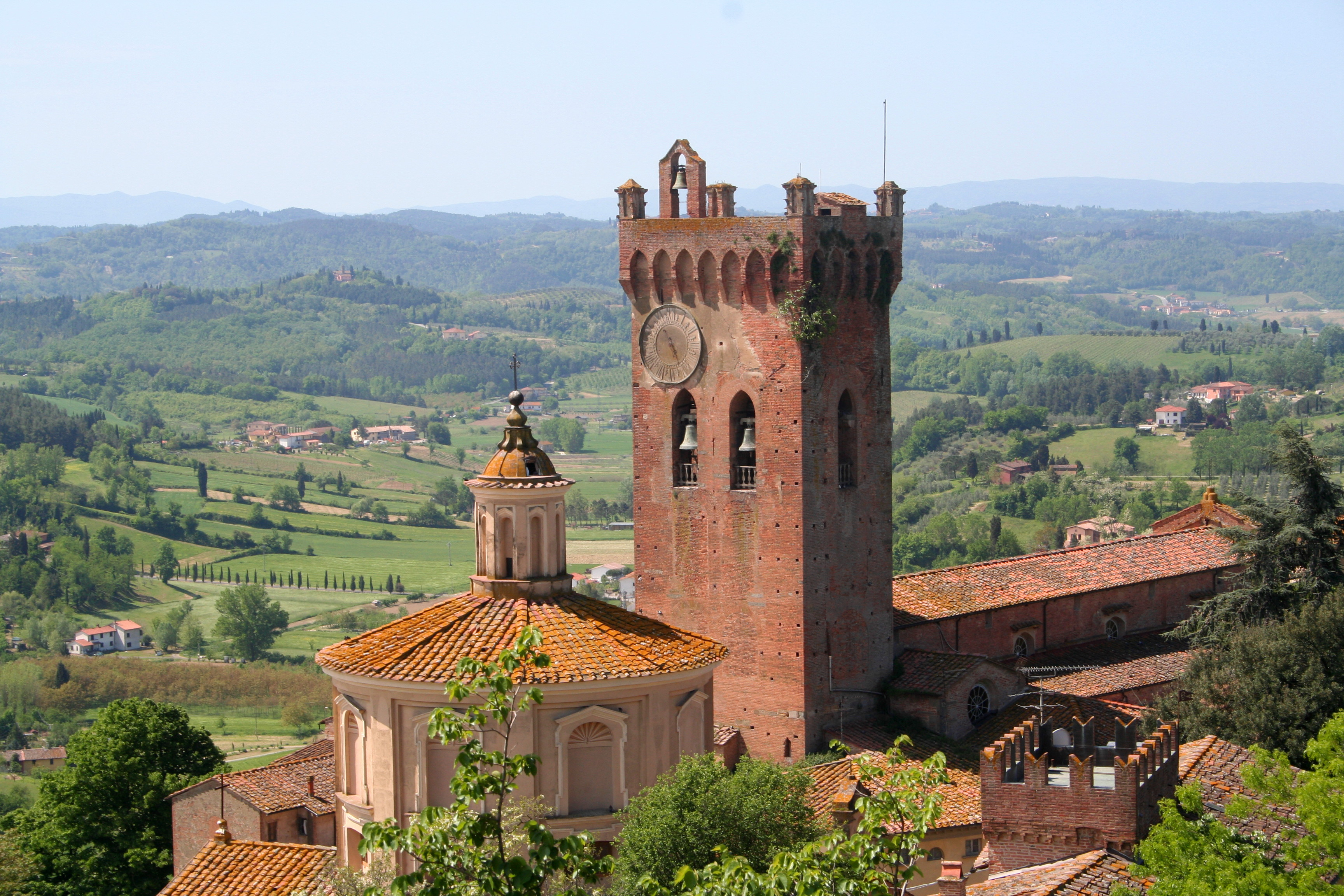
Kathedraal van San Miniato

## Bisschoppen van San Miniato
- 1623-1624: Andrea Romolo Buonaparte (apostolisch administrator)

- 1624-1631: Francesco Nori
- 1632-1648: Alessandro Strozzi
- 1648-1653: Angelo Pichi
- 1654: Pietro Frescobaldi
- 1656-1661: Giovan Battista Barducci (later aartsbisschop van Florence)
- 1662-1680: Mauro Corsi
- 1681-1683: Giacomo Antonio Morigia
- 1683-1702: Michele Carlo Visdomini Cortigiani
- 1703-1719: Giovanni Francesco Maria Poggi
- 1720-1734: Andrea Luigi (Ludovico) Cattani
- 1734-1754: Giuseppe Suares de la Concha
- 1755-1778: Domenico Poltri
- 1779-1805: Francesco Brunone Fazzi
- 1806-1832: Pietro Fazzi
- 1834-1851: Torello Romolo Pierazzi
- 1854-1863: Francesco Maria Alli Maccarani
- 1867-1897: Annibale Barabesi
- 1897-1907: Pio Alberto del Corona, O.P.
  - 1906-1908: Pietro Maffi (apostolisch administrator)
- 1908-1928: Carlo Falcini
- 1928-1946: Ugo Giubbi
- 1947-1972: Felice Beccaro
  - 1967-1968: Antonio Giuseppe Angioni (apostolisch administrator)
  - 1968-1969: Marino Bergonzini (apostolisch administrator)
- 1972-1986: Paolo Ghizzoni
- 1987-2004: Edoardo Ricci
- 2004-2014: Fausto Tardelli (vanaf 2014 apostolisch administrator)
- 2015-heden: Andrea Migliavacca